# Stadtoldendorf
Stadtoldendorf est une municipalité allemande du land de Basse-Saxe et l'Arrondissement de Holzminden.

## Jumelage
La Montagne (France).